# Barbara Lawrence Schevill
Barbara Lawrence (Schevill) (w literaturze zoologicznej pod nazwiskiem panieńskim: Barbara Lawrence) – 1909–1997 – amerykańska zoolog, etnobiolog, paleontolog.